# Sender Gossensass
Der Sender Gossensass ist ein Füllsender, der das Pflerschtal und Gossensaß versorgt. Er wird von folgenden Betreibern mitbenutzt: RAI, Mediaset, Run, Tre, Vodafone und Wind. Gossensaß wird gemeinsam mit dem Sender Eisacktal und Sender Freienfeld versorgt.

## Frequenzen und Programme

### Analoger Hörfunk (UKW)
Die Sender für die Programme der RAI und des Österreichischen Rundfunks werden von der RAI betreut, für alle anderen Sender ist die RAS zuständig:
| Frequenz (MHz) | Programm     | RDS PS                    | RDS PI | Regionalisierung | ERP (kW) | Antennendiagramm rund (ND)/gerichtet (D) | Polarisation horizontal (H)/vertikal (V)/zirkular (Z) |
| -------------- | ------------ | ------------------------- | ------ | ---------------- | -------- | ---------------------------------------- | ----------------------------------------------------- |
| 87,7           | Rai Radio 1  | __RAI___/_RADIO1_         | 5201   | Alto Adige       | 0,02     | D (260–310°)                             | V                                                     |
| 92,0           | Rai Radio 2  | __RAI___/_RADIO2_         | 5202   | –                | 0,02     | D (260–310°)                             | V                                                     |
| 92,3           | Österreich 1 | RAS_OE_1                  | A201   | –                | 0,15     | D (260–310°)                             | H                                                     |
| 93,1           | Hitradio Ö3  | RAS_OE_3                  | A203   | –                | 0,15     | D (260–310°)                             | H                                                     |
| 98,7           | Rai Radio 3  | __RAI___/_RADIO3_         | 5203   | –                | 0,02     | D (260–310°)                             | V                                                     |
| 101,7          | Rai Südtirol | S-BZ_RAI                  | 5404   | –                | 0,02     | D (260–310°)                             | V                                                     |
| 102,5          | Radio Tirol  | RAS_ORF_/_RADIO__/TIROL__ | AA0A   | –                | 0,15     | D (260–310°)                             | H                                                     |

### Digitales Fernsehen (DVB-T)
- ORF1 HD, ORF2 HD, Das Erste HD 59 H
- ORF1, ORF2, ORFIII, Das Erste, ZDF, 3sat Diese Programme werden auf Kanal 34 H ausgestrahlt.
- Rai 1, Rai 2, Rai 3 TGR Alto Adige, Rai News, RAI 3 Südtirol, Rai Radio 1, Rai Radio 2, Rai Radio 3, RAI Südtirol Diese Programme werden auf Kanal 11 H ausgestrahlt.
- Rete 4, Canale 5, Italia 1, La 5, TGCOM 24, Iris Diese Programme werden auf Kanal 49 H ausgestrahlt.
- SRF1 HD, SRF2 HD, ZDF HD Diese Programme werden auf Kanal 27 H ausgestrahlt.
- SRF1, SRFzwei, BR, Kika, arte, RSI La1	Diese Programme werden auf Kanal 51 H ausgestrahlt.

### Analoges Fernsehen (PAL)
Bis zur Umstellung auf DVB-T 2008/2009 diente der Senderstandort weiterhin für analoges Fernsehen:
| Kanal | Frequenz (MHz) | Programm       | ERP (kW) | Sendediagramm rund (ND)/ gerichtet (D) | Polarisation horizontal (H)/ vertikal (V) |
| ----- | -------------- | -------------- | -------- | -------------------------------------- | ----------------------------------------- |
| D     | 175,25         | Rai 1          | 0,04     | D                                      | H                                         |
| 21    | 471,25         | ORF 2 (Tirol)  | 0,16     | D                                      | H                                         |
| 24    | 495,25         | Rai 2          | 0,08     | D                                      | H                                         |
| 28    | 527,25         | Rai Südtirol   | 0,08     | D                                      | H                                         |
| 32    | 559,25         | Das Erste (BR) | 0,16     | D                                      | H                                         |
| 40    | 623,25         | Rai 3          | 0,16     | D                                      | H                                         |
| 42    | 639,25         | ORF 1          | 0,16     | D                                      | H                                         |
| 54    | 735,25         | ZDF            | 0,16     | D                                      | H                                         |